# Air hockey

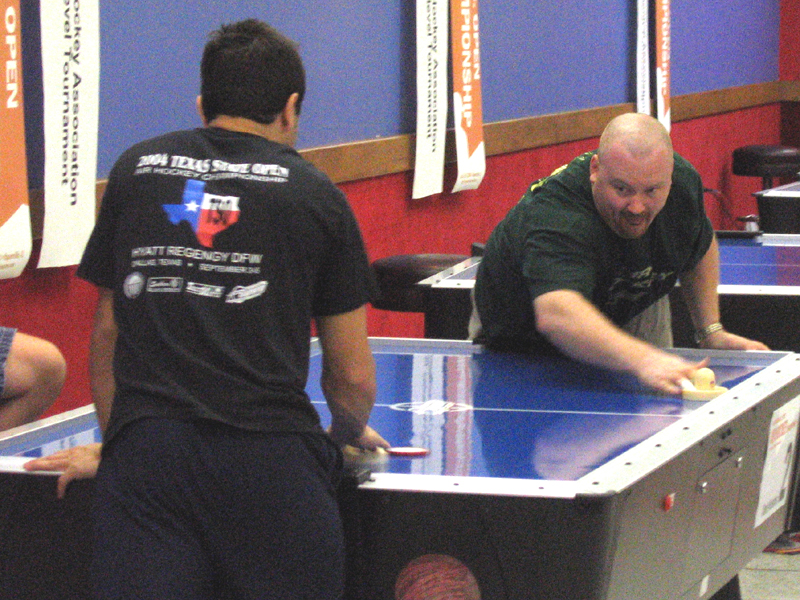
Campionul mondial la air hockey, Danny Hynes

Air hockey este un joc (sport) între 2 jucători. Scopul acestui joc este înscrierea de puncte în poarta adversarului.

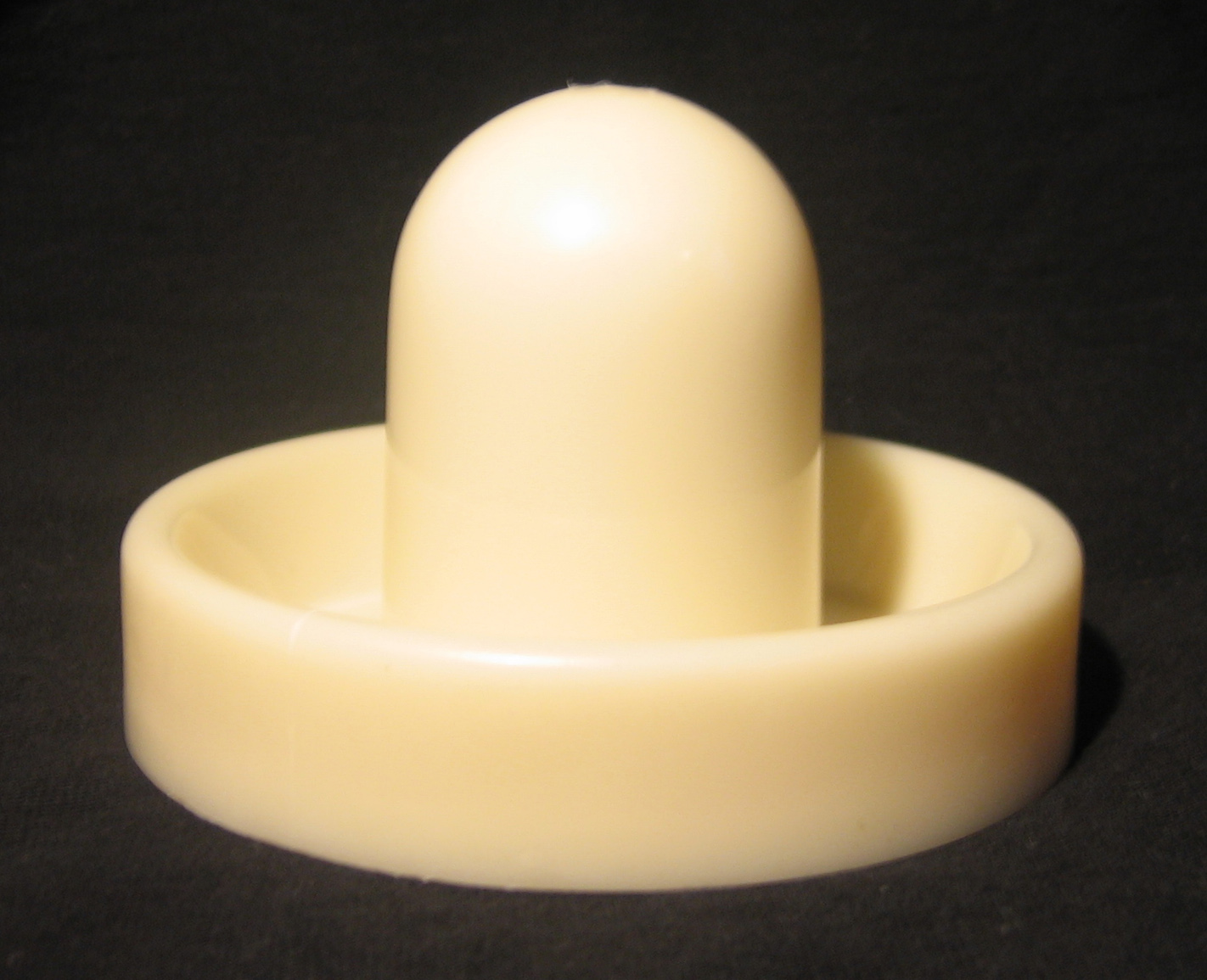
Piesa de air-hockey

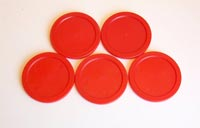
Pucuri de air-hockey

## Echipament
Pentru a juca air hockey este necesară o masă de air-hockey, două piese și un puc. Masa de air-hockey este mare și dreptunghiulară. Ea este fabricată din lemn și are o suprafață din plastic, cu aer dedesubt, pentru a reduce forța de frecare și pentru a mări viteza jocului. Piesele de air-hockey au forma unor sombrero. Pucurile sunt făcute din plăci de policarbonat Lexan. Mesele de 4 jucători există, dar nu sunt folosite în competiții.

## Mod de joc
Loviturile pot fi "drifturi",. Cele mai populare lovituri sunt: "centru", "diamant", "diagonală", și "L".

### Campionate
Campionatul Mondial de air-hockey
| Anul | Campion          | Finalist         | Locul 3          |
| ---- | ---------------- | ---------------- | ---------------- |
| 1978 | Jesse Douty      | Phil Arnold      | Rolf Moore       |
| 1979 | Jesse Douty      | Phil Arnold      | Joe Campbell     |
| 1980 | Jesse Douty      | Phil Arnold      | Joe Campbell     |
| 1980 | Jesse Douty      | Robert Hernandez | Mark Robbins     |
| 1981 | Bob Dubuisson    | Paul Burger      | Jesse Douty      |
| 1981 | Jesse Douty      | Bob Dubuisson    | Paul Marshall    |
| 1982 | Jesse Douty      | Mark Robbins     | Bob Dubuisson    |
| 1983 | Bob Dubuisson    | Jesse Douty      | Phil Arnold      |
| 1984 | Mark Robbins     | Robert Hernandez | Bob Dubuisson    |
| 1985 | Bob Dubuisson    | Robert Hernandez | Vince Schappell  |
| 1985 | Bob Dubuisson    | Robert Hernandez | Mark Robbins     |
| 1986 | Robert Hernandez | Bob Dubuisson    | Mark Robbins     |
| 1986 | Mark Robbins     | Bob Dubuisson    | Robert Hernandez |
| 1987 | Robert Hernandez | Jesse Douty      | Phil Arnold      |
| 1987 | Jesse Douty      | Mark Robbins     | Robert Hernandez |
| 1988 | Jesse Douty      | Bob Dubuisson    | Robert Hernandez |
| 1988 | Jesse Douty      | Bob Dubuisson    | Joe Campbell     |
| 1989 | Tim Weissman     | Bob Dubuisson    | Jesse Douty      |
| 1989 | Tim Weissman     | Jesse Douty      | Robert Hernandez |
| 1990 | Tim Weissman     | Jesse Douty      | Robert Hernandez |
| 1990 | Tim Weissman     | Phil Arnold      | Mark Robbins     |
| 1991 | Tim Weissman     | Mark Robbins     | Robert Hernandez |
| 1991 | Tim Weissman     | Jesse Douty      | Albert Ortiz     |
| 1992 | Tim Weissman     | Robert Hernandez | Mark Robbins     |
| 1992 | Tim Weissman     | Keith Fletcher   | Vince Schappell  |
| 1993 | Tim Weissman     | Andy Yevish      | Keith Fletcher   |
| 1994 | John Giraldo     | Mark Robbins     | Tim Weissman     |
| 1995 | Billy Stubbs     | Wil Upchurch     | Don James        |
| 1996 | Tim Weissman     | Wil Upchurch     | Andy Yevish      |
| 1997 | Wil Upchurch     | Tim Weissman     | Jesse Douty      |
| 1999 | José Mora        | Pedro Otero      | Jimmy Heilander  |
| 2000 | José Mora        | Pedro Otero      | Tim Weissman     |
| 2001 | Danny Hynes      | Tim Weissman     | José Mora        |
| 2002 | Danny Hynes      | Ehab Shoukry     | Billy Stubbs     |
| 2003 | Ehab Shoukry     | José Mora        | Andy Yevish      |
| 2004 | Danny Hynes      | Andy Yevish      | Anthony Marino   |
| 2005 | Danny Hynes      | Billy Stubbs     | Anthony Marino   |
| 2006 | Danny Hynes      | Wil Upchurch     | Davis Lee Huynh  |
| 2007 | Davis Lee Huynh  | Keith Fletcher   | Ehab Shoukry     |
| 2008 | Danny Hynes      | Ehab Shoukry     | José Mora        |
| 2009 | Ehab Shoukry     | Davis Lee Huynh  | Keith Fletcher   |
| 2010 | Davis Lee Huynh  | Billy Stubbs     | Anthony Marino   |
| 2011 | Danny Hynes      | Ehab Shoukry     | Billy Stubbs     |

Campionatul European de air-hockey
| An            | Campion           | Finalist         | Locul 3           |
| ------------- | ----------------- | ---------------- | ----------------- |
| 2006 (Simplu) | Goran Mitic       | Michael L. Rosen | José Luis Camacho |
| 2007 (Simplu) | José Luis Camacho | Sergey Antonov   | Sergio López      |
| 2006 (Echipe) | Catalonia         | Czech Republic   |                   |
| 2007 (Echipe) | Russia            | Catalonia        |                   |